# نيوتن (جورجيا)
نيوتن (بالإنجليزية: Newton, Georgia)‏ هي مدينة تقع في مقاطعة باكر، جورجيا بولاية جورجيا في الولايات المتحدة. تبلغ مساحة هذه المدينة 7.8 (كم²)، وترتفع عن سطح البحر 43 م، بلغ عدد سكانها 654 نسمة في عام 2010 حسب إحصاء مكتب تعداد الولايات المتحدة.

## معرض صور

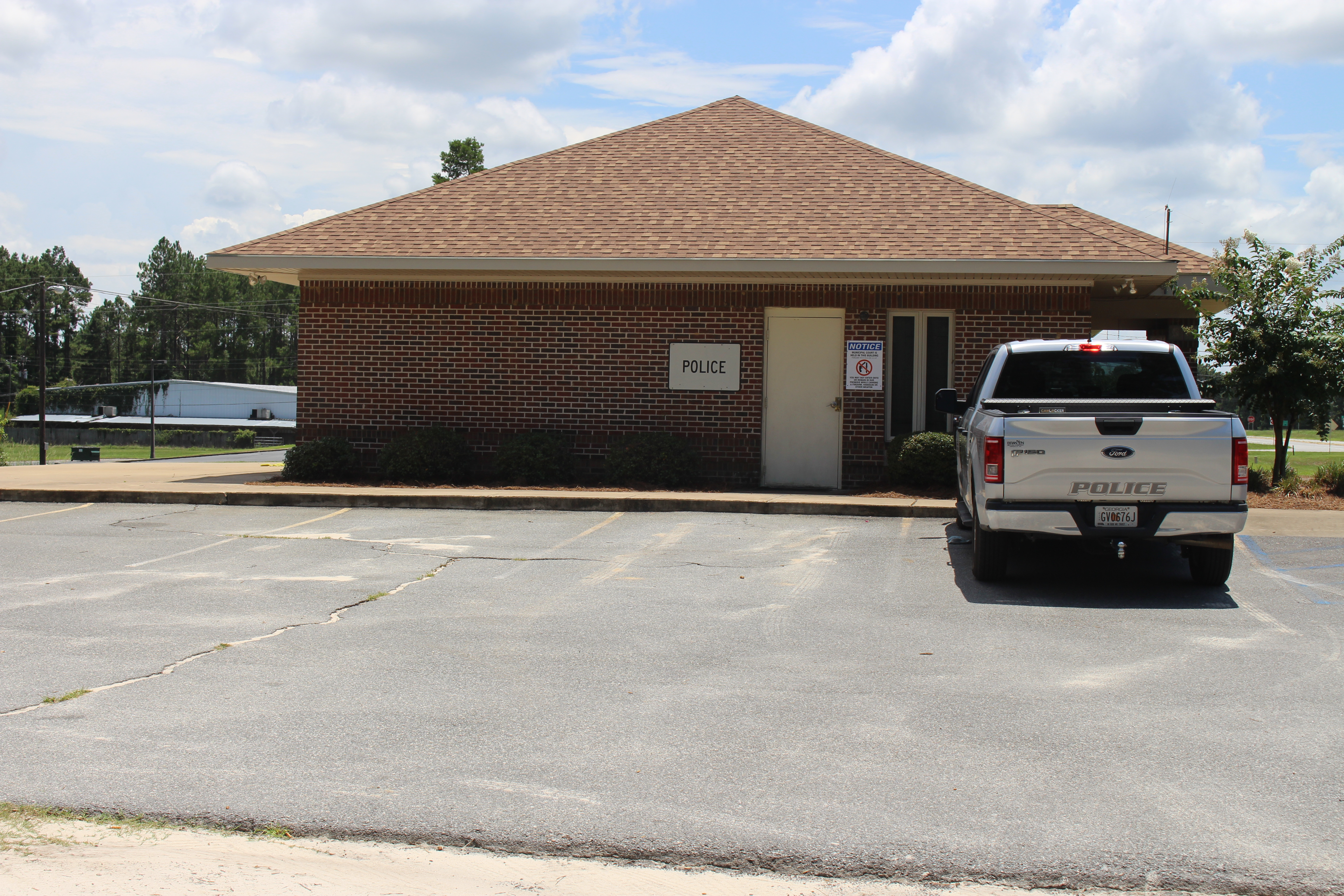
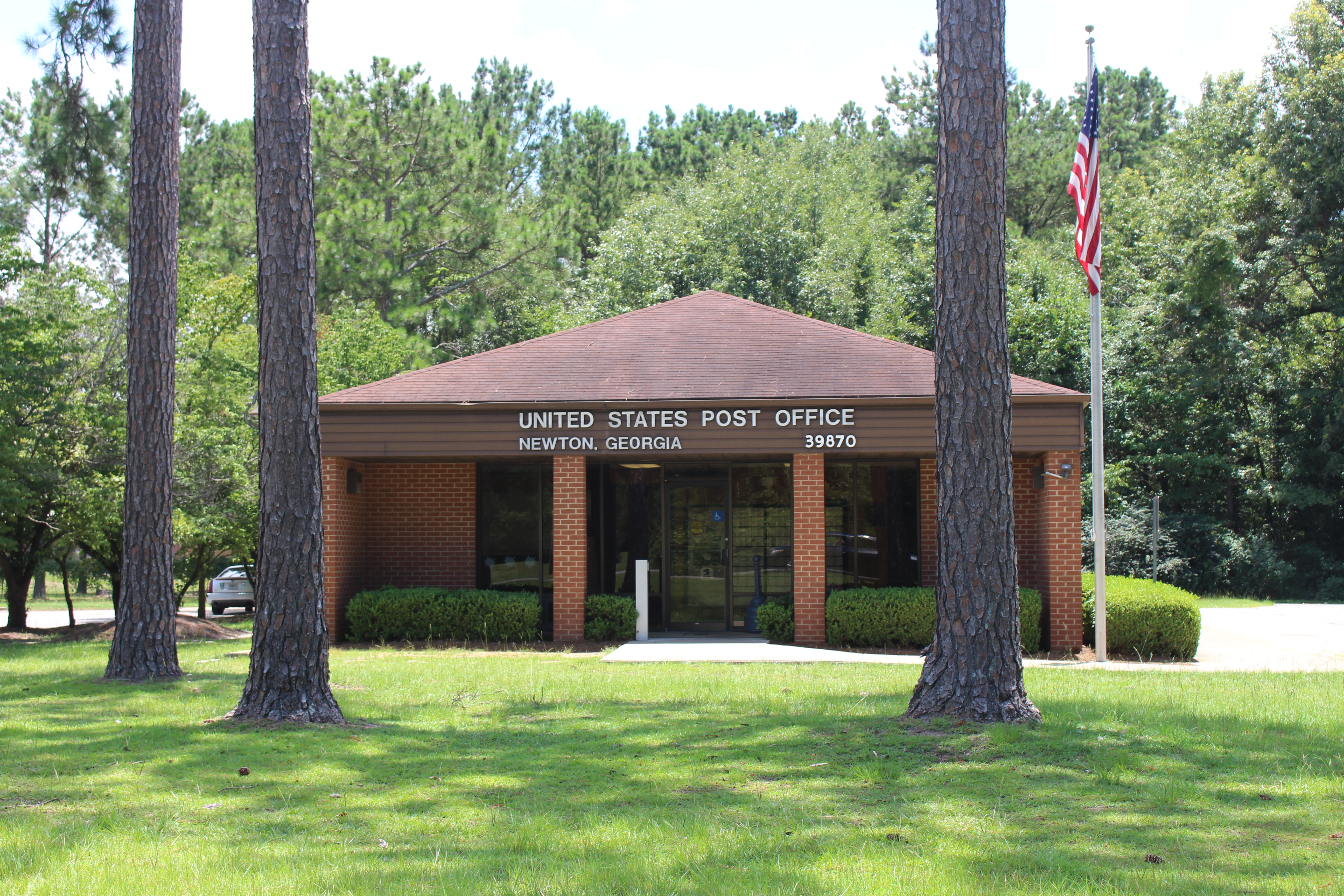
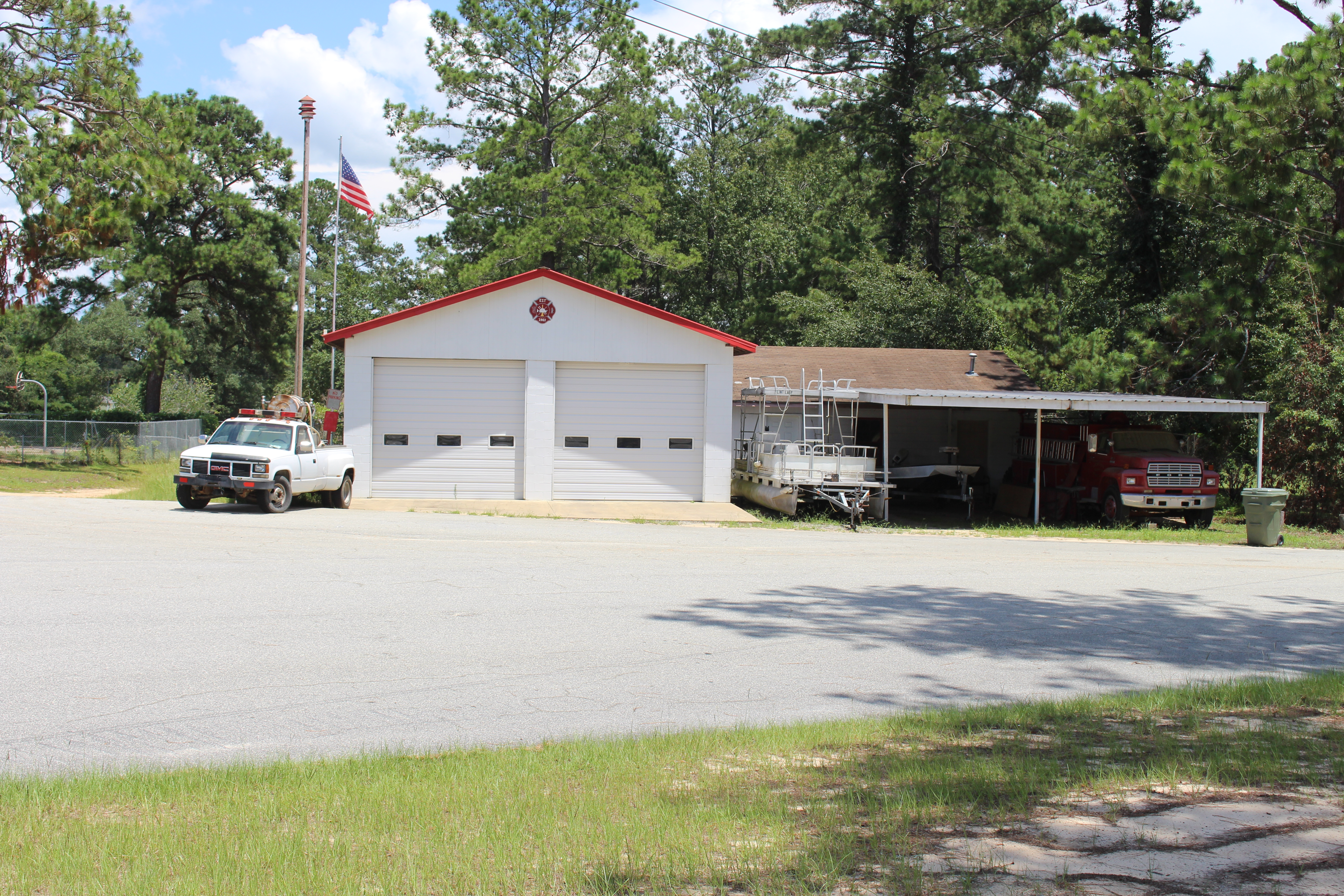

## وصلات خارجية
- Cities & Counties - Georgia.gov